# Roots Hall
Il Roots Hall è uno stadio situato a Southend-on-Sea, Essex, Inghilterra, ed è utilizzato soprattutto per il calcio (è la sede del club di Football League One Southend United F.C.). Con una capacità di 12.392, Roots Hall è il più grande stadio di calcio in Essex, ed è la sede attuale per la finale di Essex Senior Cup. Il Southend United ha deciso di uscire da Roots Hall per un nuovo stadio di 22.000 posti entro l'inizio della stagione 2011-2012.